# Сасаїма
Сасаїма (ісп. Sasaima) — місто й муніципалітет у колумбійській провінції Ґуаліва (департамент Кундінамарка).

## Історія
До іспанського завоювання місцевість населяло плем'я сасаїмів, від самоназви яких своє ім'я отримало сучасне місто.
Першим європейцем на території сучасної Сасаїми був іспанський конкістадор Ернан Перес де Кесада, який дістався поселення 1541 року.